# Agapetes listeri
Agapetes listeri là một loài thực vật có hoa trong họ Thạch nam. Loài này được (King ex C.B.Clarke) Sleumer mô tả khoa học đầu tiên năm 1939.